# Pipunculus monticola
Pipunculus monticola är en tvåvingeart som beskrevs av Theodor Emil Schummel 1837. Pipunculus monticola ingår i släktet Pipunculus och familjen ögonflugor.
Artens utbredningsområde är Polen. Inga underarter finns listade i Catalogue of Life.